# Superliga de Eslovaquia 1999-2000
La Superliga de Eslovaquia 1999-00 fue la séptima edición de la Superliga eslovaca de fútbol. Participaron 16 equipos, y el Inter Bratislava ganó su primer campeonato. El goleador fue Szilárd Németh, del equipo campeón.

## Tabla de posiciones
|    | Equipo                   | PJ | PG | PE | PP | GF | GC | DG  | Pts |
| -- | ------------------------ | -- | -- | -- | -- | -- | -- | --- | --- |
| 1  | Inter Bratislava         | 30 | 21 | 7  | 2  | 65 | 16 | 49  | 70  |
| 2  | 1. FC Košice             | 30 | 19 | 4  | 7  | 57 | 31 | 26  | 61  |
| 3  | Slovan Bratislava        | 30 | 16 | 9  | 5  | 52 | 18 | 34  | 57  |
| 4  | Spartak Trnava           | 30 | 15 | 8  | 7  | 38 | 21 | 17  | 53  |
| 5  | Ozeta Dukla Trenčín      | 30 | 13 | 8  | 9  | 38 | 29 | 11  | 47  |
| 6  | Tatran Prešov            | 30 | 14 | 5  | 11 | 38 | 42 | -4  | 47  |
| 7  | MFK SCP Ružomberok       | 30 | 13 | 7  | 10 | 29 | 26 | 3   | 46  |
| 8  | MŠK Žilina               | 30 | 12 | 5  | 13 | 39 | 37 | 2   | 41  |
| 9  | Artmedia Petržalka       | 30 | 11 | 6  | 13 | 43 | 48 | -5  | 39  |
| 10 | FK VTJ Koba Senec        | 30 | 9  | 10 | 11 | 33 | 36 | -3  | 37  |
| 11 | 1. HFC Humenné           | 30 | 9  | 7  | 14 | 31 | 43 | -12 | 37  |
| 12 | MFK Dubnica              | 30 | 10 | 7  | 13 | 25 | 35 | -10 | 34  |
| 13 | Nitra                    | 30 | 8  | 4  | 14 | 24 | 44 | -20 | 28  |
| 14 | 1.FC DAC Dunajska Streda | 30 | 6  | 9  | 15 | 24 | 42 | -18 | 27  |
| 15 | Dukla Banská Bystrica    | 30 | 7  | 2  | 21 | 27 | 53 | -26 | 23  |
| 16 | Banik Prievidza          | 30 | 6  | 4  | 20 | 29 | 71 | -42 | 22  |

PJ = Partidos jugados; PG = Partidos ganados; PE = Partidos empatados; PP = Partidos perdidos; GF = Goles a favor; GC = Goles en contra; DG = Diferencia de gol; Pts = Puntos
|  | Clasificado a la Liga de Campeones de la UEFA 2000-01 |
|  | Clasificado a la Copa de la UEFA 2000-01              |
|  | Clasificado a la Copa Intertoto de la UEFA 2000       |
|  | Descendido a la Primera Liga de Eslovaquia            |